# Açoreira
Açoreira ist eine Ortschaft und Gemeinde im Nordosten Portugals. Sie liegt am Nordufer, dem rechten Ufer des Douro.

## Geschichte
Spuren deuten auf eine Besiedlung mindestens seit der Castrokultur. Ab dem 2. Jahrhundert v. Chr. herrschten hier die Römer, denen im 5. Jahrhundert n. Chr. Germanenstämme folgten, die ab 711 durch die Araber abgelöst wurden. Ab dem 8. Jahrhundert ist der Ort als Assoreira bzw. Assureira dokumentiert.

## Verwaltung
Açoreira ist Sitz einer gleichnamigen Gemeinde (Freguesia) im Kreis (Concelho) von Torre de Moncorvo im Distrikt Bragança. In ihr leben 340 Einwohner auf einer Fläche von 24 km² (Stand 19. April 2021).
Folgende drei Ortschaften liegen im Gemeindegebiet:

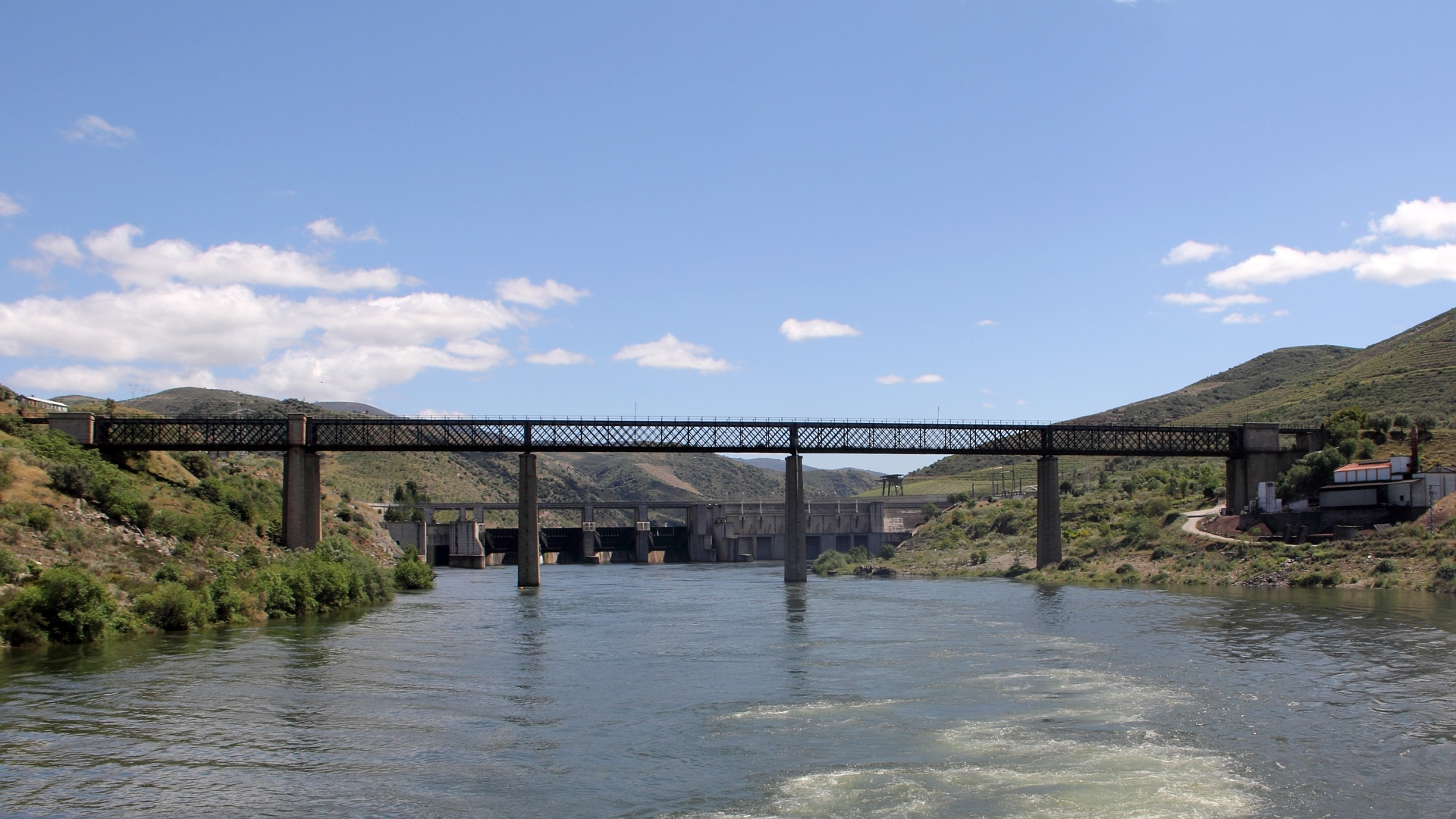
Douro: Brücke, Kraftwerk und Schleuse Pocinho (von Westen)

- Açoreira
- Quinta do Constancio
- Sequeiros

## Wirtschaft und Verkehr
Zwischen Açoreira und dem am anderen Douroufer gelegenen Vila Nova de Foz Côa wurde das 186-MW-Wasserkraftwerk und die Schleuse Pocinho mit 22 m Fallhöhe errichtet. Hier führt auch die Straßenbrücke Ponte de Barragem do Pocinho die IP 2/EN 102 über den Fluss. Etwa 500 m flussabwärts überquert eine weitere Brücke, die Ponte do Pocinho, den Douro.